# فامبيتا
فامبيتا (بالبرتغالية: Vampeta‏) (مواليد 13 مارس 1974) هو لاعب ومدرب كرة قدم برازيلي. سبق له تمثل منتخب البرازيل لكرة القدم. ولعب في كأس العالم لكرة القدم مع منتخب بلاده.

## روابط خارجية
- فامبيتا على موقع الاتحاد الدولي (مؤرشف)  (الإنجليزية)
- فامبيتا على موقع رابطة كرة القدم الفرنسية للمحترفين (الإنجليزية)
- فامبيتا على موقع قاعدة بيانات كرة القدم.إي يو (الإنجليزية)
- فامبيتا على موقع ليكيب (الفرنسية)
- فامبيتا على موقع ناشيونال فوتبول تيمز (الإنجليزية)
- فامبيتا على موقع Soccerbase.com (لاعب) (الإنجليزية)
- فامبيتا على موقع Soccerway.com (الإنجليزية)